# Duy Xuyên (huyện)
Duy Xuyên là một huyện thuộc tỉnh Quảng Nam, Việt Nam.

## Địa lý

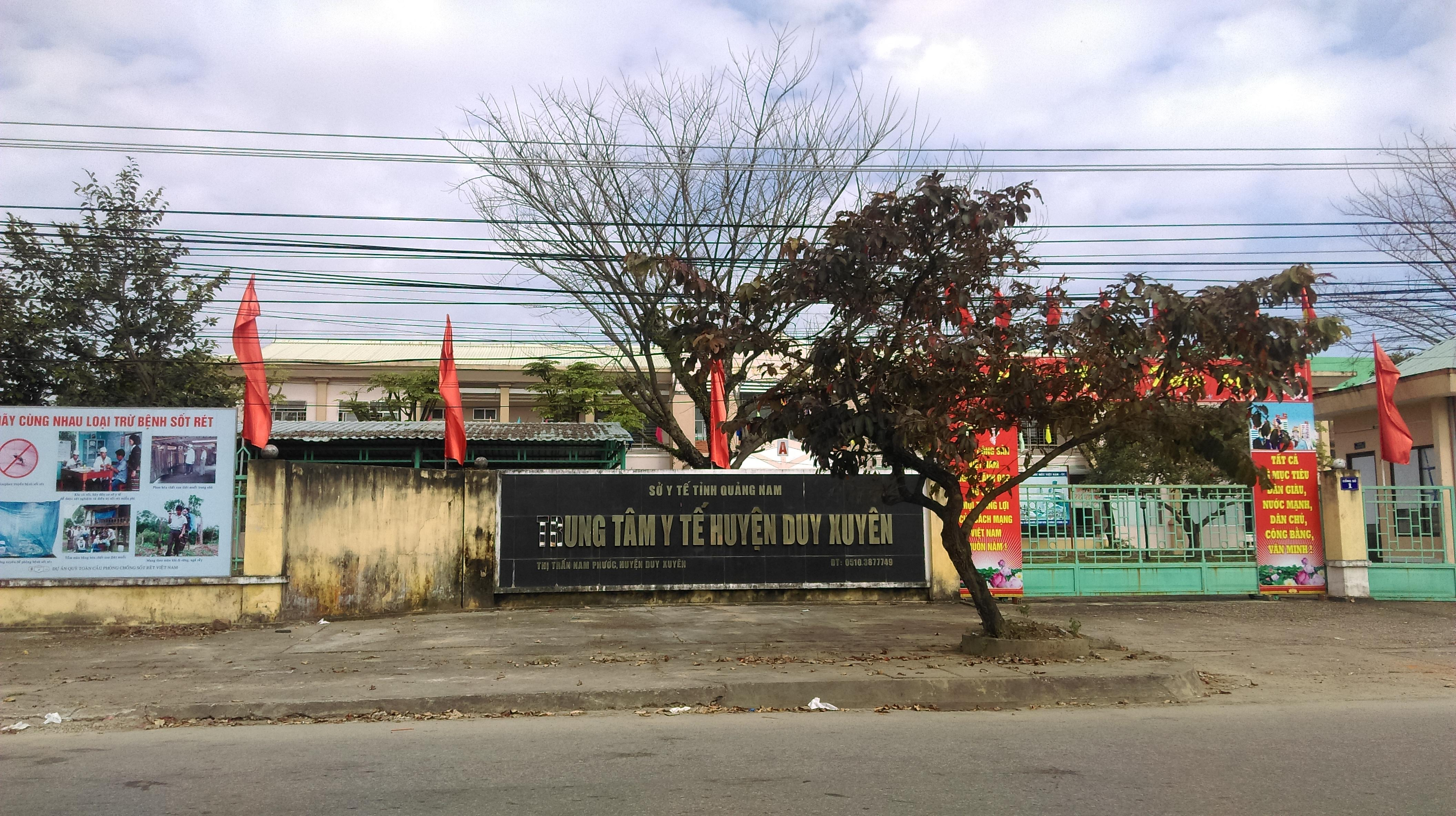
Trung tâm Y tế huyện Duy Xuyên

Huyện Duy Xuyên nằm ở phía bắc của tỉnh Quảng Nam, có vị trí địa lý:
- Phía đông giáp Biển Đông
- Phía tây giáp huyện Đại Lộc
- Phía nam giáp huyện Quế Sơn và huyện Thăng Bình
- Phía bắc giáp thành phố Hội An và thị xã Điện Bàn.

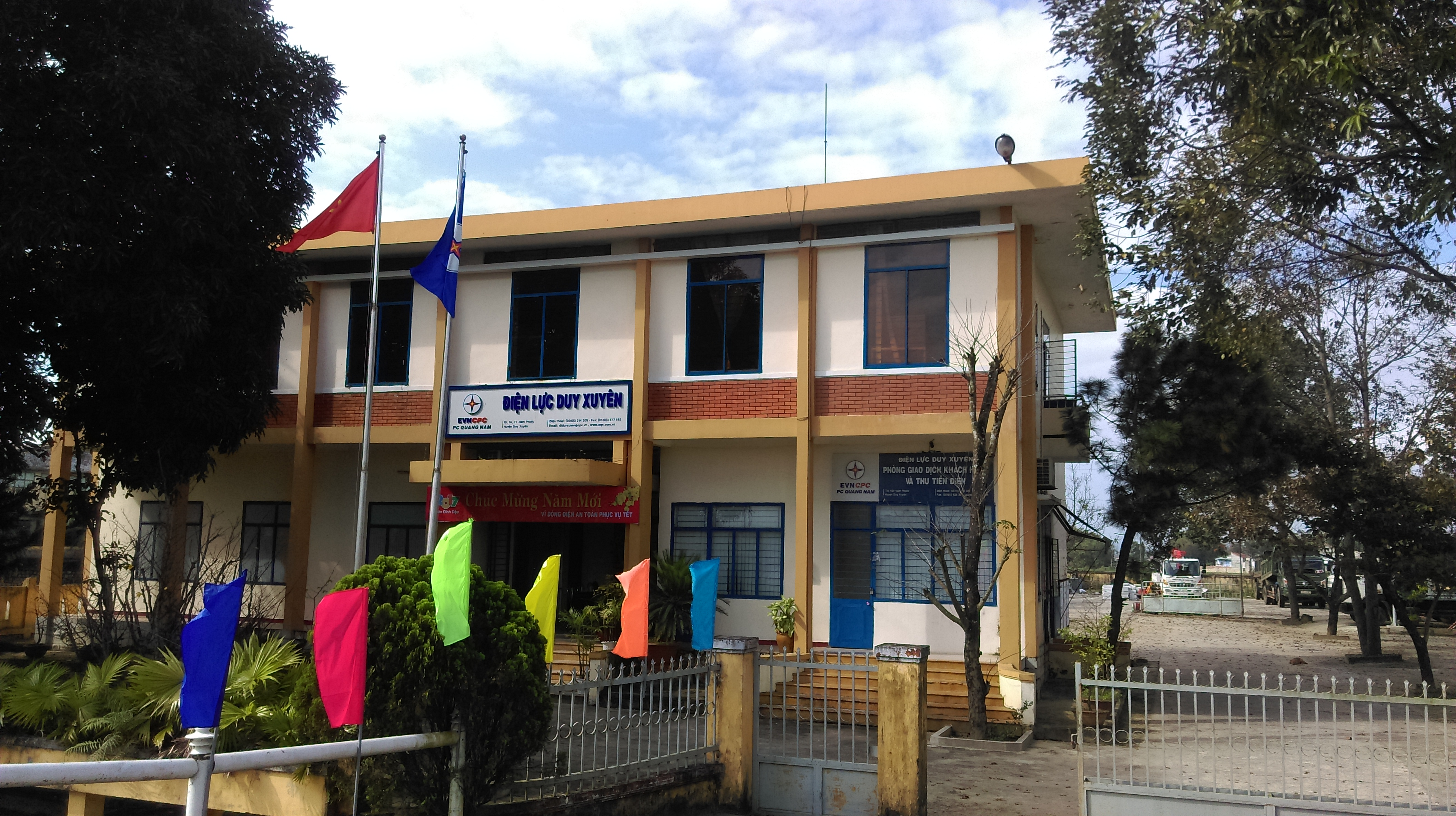
Điện lực Duy Xuyên

Huyện Duy Xuyên có diện tích 297,85 km², dân số năm 2019 là 126.686 người, mật độ dân số đạt 425 người/km².
Huyện ly là thị trấn Nam Phước nằm cạnh đường quốc lộ 1, cách thành phố Hội An khoảng 3 km về hướng tây. Huyện cũng là nơi có quốc lộ 1A, đường cao tốc Đà Nẵng – Quảng Ngãi và đường sắt Bắc Nam chạy qua.

## Hành chính

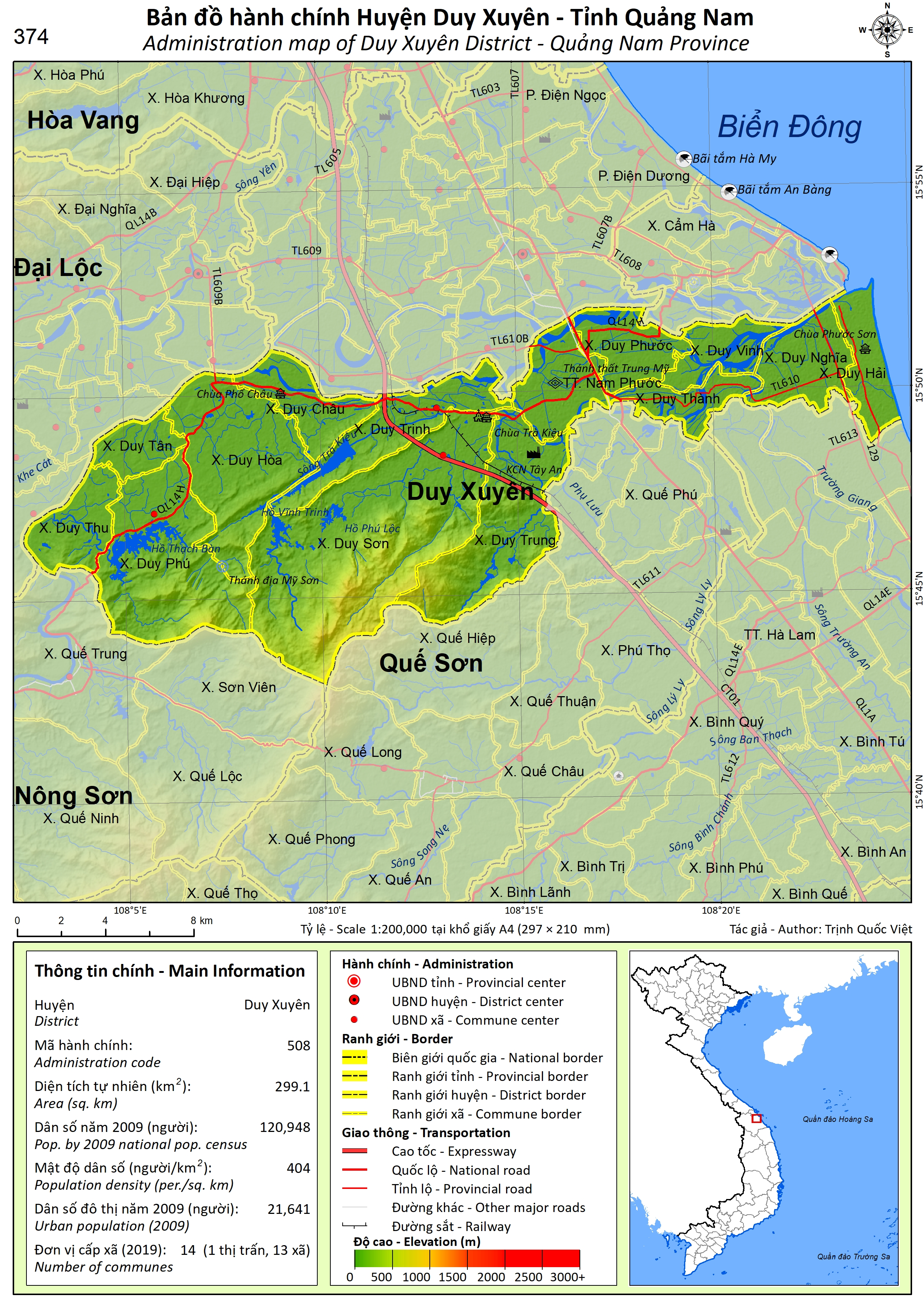
Bản đồ hành chính huyện Duy Xuyên

Huyện Duy Xuyên có 13 đơn vị hành chính cấp xã trực thuộc, bao gồm thị trấn Nam Phước (huyện lỵ) và 12 xã: Duy Châu, Duy Hải, Duy Hòa, Duy Nghĩa, Duy Phú, Duy Phước, Duy Sơn, Duy Tân, Duy Thành, Duy Trinh, Duy Trung, Duy Vinh.

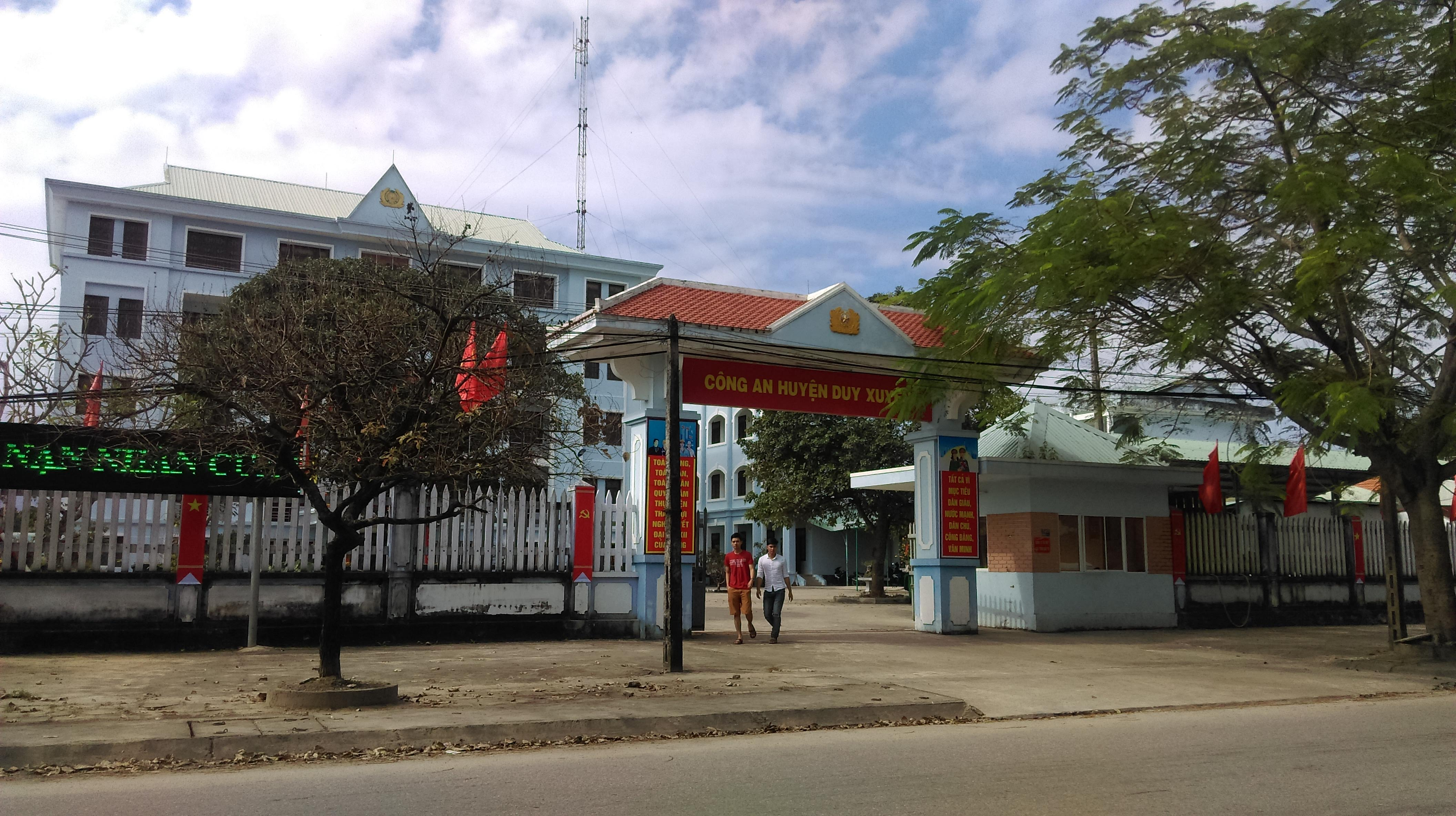
Công an huyện Duy Xuyên

## Lịch sử

### Trước năm 1954
Thời Lê, huyện có tên là Hy Giang 熙江, thuộc phủ Thăng Hoa 升華, đạo thừa tuyên Quảng Nam 廣南.
Năm 1604, huyện được cải tên thành Duy Xuyên 潍川.
Tháng chạp (âm lịch) năm Minh Mạng thứ 16 (Ất Mùi) (đầu năm 1836), tách 4 tổng Xuân Phú (36 làng), Trung Lộc (22 làng), Thuận An (32 làng) và An Mỹ (11 làng). của huyện Duy Xuyên và 1 tổng Xuân Mỹ của huyện Lễ Dương đều thuộc phủ Thăng Hoa để thành lập huyện Quế Sơn, lệ thuộc phủ Thăng Hoa, chuyển huyện Duy Xuyên đổi thuộc phủ Điện Bàn.
Mậu Tý, 1888, Đồng Khánh năm thứ 3, mùa xuân, bỏ tổng Ngọc Sơn thuộc huyện Quế Sơn vốn gồm một số xã, phường, thôn lẻ tẻ, ở xen trong 4 huyện Quế Sơn, Lễ Dương, Hà Đông, Duy Xuyên. Đem xã Thượng Bình 上平 nhập vào huyện Duy Xuyên, lại đem 3 xã thôn Phước Ấm 福廕, Phú Sơn 冨山, Phú Khương 冨姜 của huyện Duy Xuyên sáp nhập vào tổng An Thịnh Hạ 安盛下, huyện Lễ Dương, 2 xã An Thuyên 安跧, Trúc Ảnh 竹影 của huyện Duy Xuyên sáp nhập vào tổng Hưng Thịnh Hạ 興盛下, huyện Lễ Dương.
Năm 1920, huyện Duy Xuyên được nâng lên thành phủ Duy Xuyên, lãnh 10 tổng, 155 làng xã.
Năm 1946, Ủy ban Kháng chiến hành chính tỉnh Quảng Nam hợp xã lần thứ nhất, chuyển xã Cẩm Sơn thuộc tổng Xuân Phú Trung, huyện Quế Sơn về phủ Duy Xuyên., 129 làng xã của phủ Duy Xuyên hợp thành 36 xã mới: Kiên Tân, Hội Nghĩa, Lương Sơn, Hồng Phước, Tân Minh, Tân Văn, Hoan Liên, Tân Hưng, Phong Hoa, Hồng Thái, Hoa Minh, Duy Tân, Hương Giang, Cổ An, Chi Lăng, Diêu Phong, Văn Thang, Sơn Xuyên, Xuân Trinh, Sơn Trà, Tân Khai, Châu Dương, Quang Vinh, Tu Hưu, Phú Thuận, Phú Xuân, Tạp An, Phúc An, Tân An, Tân Sơn, Hoa Châu, Hợp Thanh, My Phu, Thu Hoa, My Thạch, Phu Hoa.
Sang năm 1948, Quảng Nam thống nhất bỏ danh từ phủ, châu, dùng chung một danh từ là “huyện”, phủ Duy Xuyên chuyển thành huyện Duy Xuyên.
Năm 1948, huyện Duy Xuyên hợp xã lần thứ hai, thành 12 xã mới: Duy Nghĩa, Duy Ninh, Duy Thanh, Duy Phước, Duy An, Duy Trung, Duy Hòa, Duy Sơn, Duy Bình, Duy Phú, Duy Quang, Duy Nhất.
Năm 1950, huyện Duy Xuyên hợp xã lần thứ ba, 12 xã cũ hợp thành 6 xã mới: Duy Nghĩa, Duy Vinh, Duy Phương, Duy Trinh, Duy Mỹ, Duy Hùng.
Ngày 15 tháng 10 năm 1951, lấy thôn Trà Nam và một nửa phía Nam sông Kim Bồng của làng Kim Bồng thuộc thị xã Hội An, sáp nhập vào xã Duy Vinh, huyện Duy Xuyên.
Ngày 2 tháng 6 năm 1954, chia xã Duy Mỹ thành 7 xã: Duy Liên, Duy Hữu, Duy Thuận, Duy Xuân, Duy Thọ, Duy Minh, Duy Lộc.

### Việt Nam Cộng hòa (1954-1975)
Năm 1958, các huyện được cải thành quận. Quận Duy Xuyên thuộc tỉnh Quảng Nam. Quận Duy Xuyên gồm các xã Xuyên Thu, Xuyên Phú, Xuyên Hòa, Xuyên Lộc, Xuyên Khương, Xuyên Thanh, Xuyên Trường, Xuyên Hiệp, Xuyên Kiệu, Xuyên Trà, Xuyên Châu, Xuyên Mỹ, Xuyên Thái, Xuyên Quang, Xuyên Tân, Xuyên An, Xuyên Long, Xuyên Thọ, Xuyên Phước. Quận lỵ tại xã Xuyên Châu.
Ngày 31 tháng 7 năm 1962, chia tỉnh Quảng Nam ra làm 2 tỉnh Quảng Nam và Quảng Tín, quận Duy Xuyên thuộc tỉnh Quảng Nam.
Ngày 20 tháng 10 năm 1962, 2 xã Xuyên Phú, Xuyên Thu của quận Duy Xuyên của với 6 xã của quận Quế Sơn (Sơn Khương, Sơn Lợi, Sơn Ninh, Sơn Phúc, Sơn Thọ, Sơn Thuận) và 3 xã của quận Đại Lộc (Lộc Quý, Lộc Sơn, Lộc Thành) được tách ra để lập quận mới Đức Dục thuộc tỉnh Quảng Nam, quận lỵ đặt tại An Hòa, Xuyên Thu.
Ngày 19 tháng 7 năm 1963, thành lập quận Hiếu Nhơn, tỉnh Quảng Nam, sát nhập xóm Hà Bình của thôn Bàn Thạch thuộc xã Xuyên An vào xã Xuyên Long, tách xã Xuyên Long của quận Duy Xuyên sáp nhập về quận Hiếu Nhơn.

### Sau năm 1975
Sau năm 1975, các quận (theo cách gọi của Việt Nam Cộng Hòa) thuộc tỉnh được cải thành huyện, huyện Duy Xuyên thuộc tỉnh Quảng Nam - Đà Nẵng, bao gồm 11 xã: Duy An, Duy Châu, Duy Hòa, Duy Nghĩa, Duy Phước, Duy Sơn, Duy Tân, Duy Thành, Duy Trinh, Duy Trung và Duy Vinh.
Ngày 21 tháng 3 năm 1986, Hội đồng Bộ trưởng ban hành Quyết định 27-HĐBT. Theo đó:
- Thành lập thị trấn Duy Xuyên, thị trấn huyện lỵ huyện Duy Xuyên trên cơ sở 275 ha diện tích tự nhiên và 6.340 người của xã Duy An, 135 ha diện tích tự nhiên và 2.134 người của xã Duy Trung
- Chia xã Duy Tân thành 3 xã: Duy Tân, Duy Phú và Duy Thu
- Chia xã Duy Nghĩa thành 2 xã: Duy Nghĩa và Duy Hải.

Ngày 29 tháng 8 năm 1994, hợp nhất thị trấn Duy Xuyên và xã Duy An thành thị trấn Nam Phước.
Ngày 6 tháng 11 năm 1996, huyện Duy Xuyên thuộc tỉnh Quảng Nam vừa tái lập.
Ngày 1 tháng 1 năm 2025, sáp nhập xã Duy Thu vào xã Duy Tân.
Từ đó, huyện Duy Xuyên có 1 thị trấn và 12 xã như hiện nay.

## Kinh tế - xã hội
Huyện còn có khu công nghiệp Tây An đang được xúc tiến các thủ tục đầu tư xây dựng.
Về nông nghiệp, Duy Xuyên nổi tiếng với nghề tơ tằm, tại khối phố Châu Hiệp, thị trấn Nam Phước và xã Duy Trinh.
Duy Xuyên nổi tiếng đất Quảng là miền đất học, với ngôi trường mang tên Phan Bội Châu, trường Trung hoc Phổ thông Sào Nam, ngôi trường được nhận danh hiệu anh hùng lao động. Trường đứng đầu tỉnh về chất lượng giáo dục với 50% học sinh xếp loại học lục khá giỏi, tỉ lệ đỗ vào các trường đại học và cao đẳng trên cả nước khoảng 80%/năm, nhiều thí sinh của trường còn là thủ khoa của các trường đại học cao đẳng trong các kì tuyển sinh.

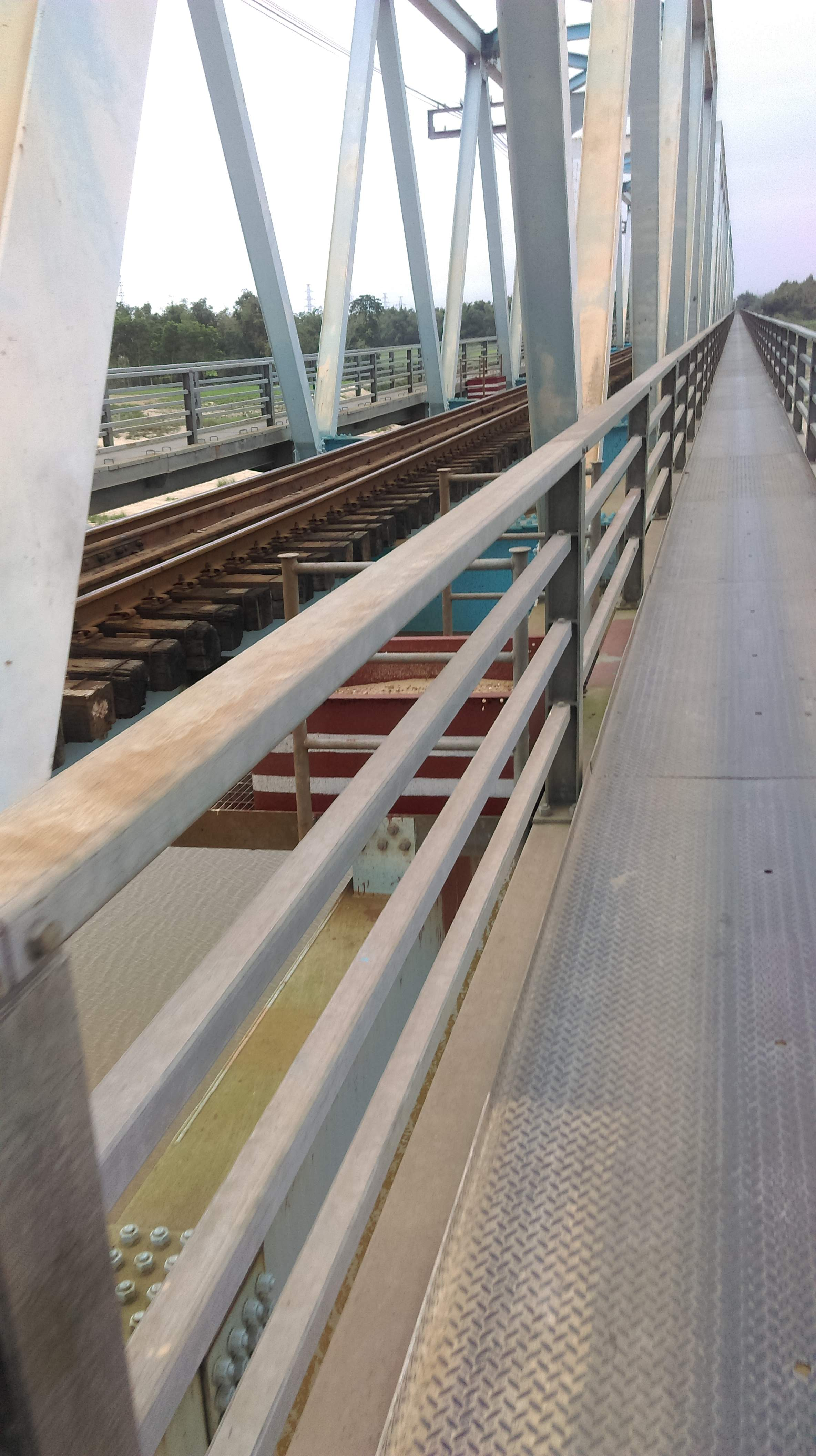
Cầu đường sắt Chiêm Sơn
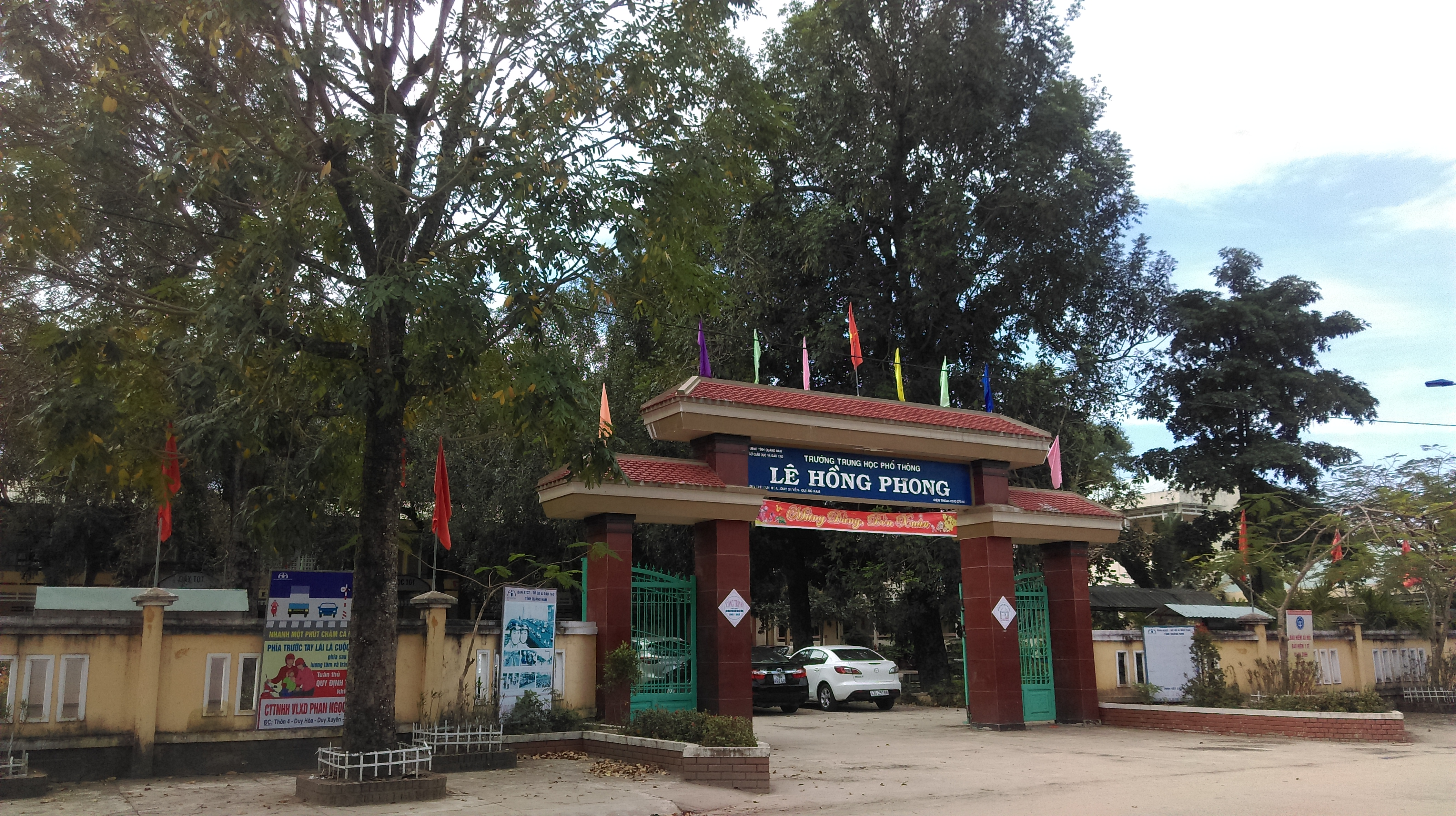
Trường THPT Lê Hồng Phong tại xã Duy Hòa

## Văn hóa
Duy Xuyên nổi tiếng với di sản thế giới Thánh địa Mỹ Sơn của người Chăm. Ngoài ra, Duy Xuyên còn có kinh thành Trà Kiệu, có thủy điện Duy Sơn, đập Vĩnh Trinh.

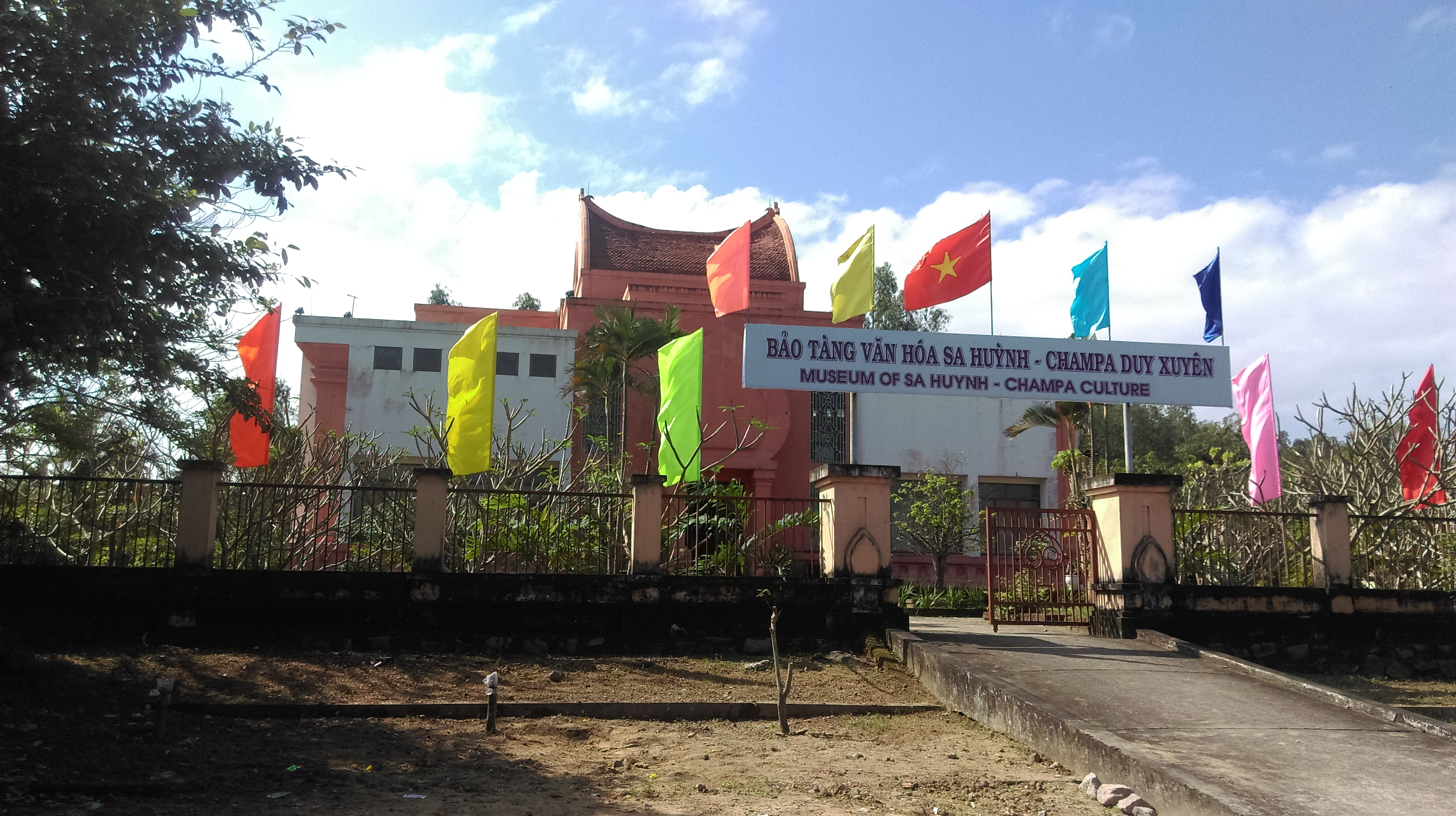
Bảo tàng Văn hóa Sa Huỳnh-Chămpa Duy Xuyên

## Người nổi tiếng
- Nhạc sĩ Thuận Yến
- Nhà văn Nguyễn Thành Long
- Giáo sư Trương Anh Tú
- Cầu thủ bóng đá Huỳnh Tấn Sinh
- Phó Chủ tịch nước Việt Nam Đặng Thị Ngọc Thịnh